# 네이선 로드

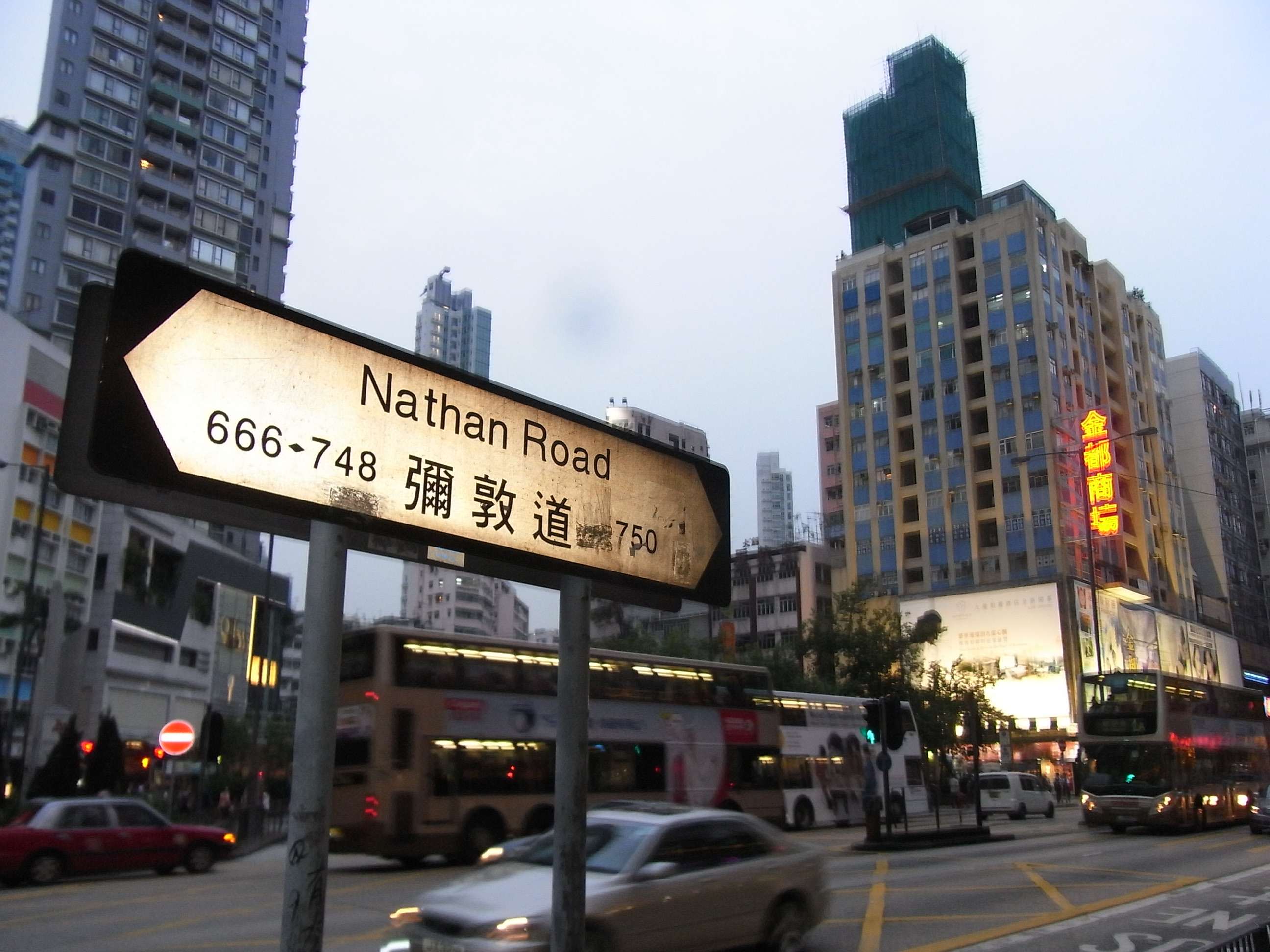
네이선 로드

네이선 로드(중국어: 彌敦道, 병음: Mídūn Dào, 영어: Nathan Road)는 홍콩 주룽에 위치한 거리이다. 홍콩에서 가장 번화한 거리 중 하나로, 침사추이부터 몽콕에 이르기까지 쇼핑과 미식, 밤문화를 즐길 수 있다. 네이선 로드는 1904년 7월 29일부터 1907년 7월 29일까지 13대 홍콩 총독이었던 매튜 네이선의 이름에서 따왔다.

## 같이 보기
- 야우짐웡구